# معجم الأدباء
معجم الأدباء واحد من أبرز كتب التراجم، ألفه ياقوت الحموي، وتشتمل النسخة المطبوعة منه على زهاء ثمانمائة ترجمة، موزعة على نحو 33 طبقة، من نحويين ولغويين ونسابين وقراء وأخباريين ومؤرخين ووراقين وكتاب، وأصحاب رسائل مدونة، وأرباب خطوط منسوبة معينة، وكل من صنف في الأدب تصنيفاً أو جمع في فنه تأليفاً.
لم يتوصل الباحثون إلى ما يزيح النقاب عن سبب ما لحق الكتاب مما أخرجه عن منهاجه. فمن قائل: إن يداً دست فيه صفحات من معجم الشعراء لياقوت نفسه، إذ ليس في شرط الكتاب أن يذكر الشعراء، فكيف تكون فيه ترجمة للبحتري، ولا تكون لأبي تمام. ومن قائل: إن ياقوت لم يتمكن من تبييض الكتاب، بل لم يتمكن من إتمامه، ولم يف بما وعد به في مقدمته من ذكر ألقاب الأدباء في آخر كل فصل. ومن قائل: إن الكتاب الذي بين أيدينا ما هو في الحقيقة إلا إحدى مختصرات معجم الأدباء، وإلا كيف يصح أن يهمل ذكر ابن المقفع والأصمعي وعبد القاهر الجرجاني وأبي البركات الأنباري والزجاجي، وكل هؤلاء ممن أول اسمه حرف العين، فكيف ببقية حروف المعجم. وعثر الدكتور إحسان عباس على مختصر للتكريتي سماه "بغية الألباء من معجم الأدباء" فهاله وجود ترجمات كثيرة لا وجود لها في الأصل المطبوع من معجم الأدباء وهي طبعة مرغوليوث سنة 1907م ومع أن كتاب "بغية الألباء" يقع في 238 ورقة فقد عثر فيه على 160 ترجمة لا وجود لها في الأصل، ولاحظ أنه لم ترد في المختصر ترجمات لمن انفردوا بالشعر، وهذا يعني أن التكريتي اطلع على نسخة سلمت من الاختلاط بمعجم الشعراء المفقود، وكان د. مصطفى جواد أحد السابقين إلى التنبيه إلى هذه الحالة، في مقالات نشرها تباعاً في مجلة المجمع العلمي العراقي ثم جمعها في كتاب: الضائع من معجم الأدباء" ويضم 46 ترجمة، وهي غير التراجم المشار إليها في مختصر التكريتي، وقد أتى د. إحسان عباس بالحديث عن كل ذلك مفصلاً في مقدمته لنشرته لمعجم الأدباء 1993م وتبين له لدى مراجعة مخطوطة كوبريللي التي اعتمدها مرجليوث أن ترجمة ابن نصر (ورقمها 821) ساقطة من طبعة مرجليوث سهواً.
كان ياقوت قد أقسم ألا يسمح بإعارة هذا الكتاب ما دام في مسودته، وحرص على إبقائه في مسوداته كي يبر بقسمه، وبخل به حتى كان كما يقول (1/ 58) بمنزلة الروح في جسد الجبان. وننبه هنا إلى أن الكتاب طبع لأول مرة سنة 1907م.

## المؤلف
قال عنه ابن خلكان في وفيات الأعيان: «أو عبد الله ياقوت بن عبد الله، الرومي الجنس والمولد الحموي المولى البغدادي الدار، الملقب شهاب الدين، أسر من بلاده صغيراً، وابتاعه ببغداد رجل تاجر يعرف بعسكر بن أبي نصر إبراهيم الحموي، وجعله في الكتاب، لينتفع به في ضبط تجائره، وكان مولاه عسكر لا يحسن الخط ولا يعلم شيئاً سوى التجارة، وكان ساكناً ببغداد، وتزوج بها وأولد عدة أولاد، ولما كبر ياقوت المذكور قرأ شيئاً من النحو واللغة، وشغله مولاه بالأسفار في متاجره فكان يتردد إلى كيش وعمان وتلك النواحي ويعود إلى الشام. ثم جرت بينه وبين مولاه نبوة أوجبت عتقه فأبعده عنه، وذلك في سنة ست وتسعين وخمسمائة، فاشتغل بالنسخ بالأجرة، وحصلت له بالمطالعة فوائد، ثم إن مولاه بعد مديدة ألوى وأعطاه شيئاً وسفره إلى كيش، ولما عاد كان مولاه قد مات، فحصل شيئاً مما كان في يده وأعطى أولاد مولاه وزوجته ما أرضاهم به، وبقيت بيده بقية جعلها رأس ماله، وسافر بها وجعل بعض تجارته كتباً».
وجمع ياقوت الحموي كتاباً في أخبار الشعراء المتأخرين والقدماء. ومن تصانيفه أيضاً كتاب «معجم البلدان»، وكتاب «معجم الشعراء»، وكتاب «معجم الأدباء»، وكتاب «المشترك وضعاً المختلف صقعاً» وهو من الكتب النافعة، وكتاب «المبدأ والمآل» في التاريخ، وكتاب «الدول» و«مجموع كلام أبي علي الفارسي» و«عنوان كتاب الأغاني»، و«المقتضب في النسب» يذكر فيه أنساب العرب، وكتاب «أخبار المتنبي». وكانت له همة عالية في تحصيل المعارف.
وكانت ولادة ياقوت في سنة أربع أو خمس وسبعين وخمسمائة، ببلاد الروم، هكذا قاله. وتوفي يوم الأحد العشرين من شهر رمضان سنة ست وعشرين وستمائة، في الخان بظاهر مدينة حلب.

## تاريخ التأليف
يقول إحسان عباس محقق الكتاب: «هذا اللون من الكتب لا يمكن تقييده بتاريخ محدّد، ولكن يبدو أن نية ياقوت اتجهت للتأليف فيه وهو ما يزال في العشرين من عمره، وليس لقاؤه لشميم الحلي (594) إلا مؤشرا على شغفه بلقاء الأدباء وتدوين أقوالهم وأشعارهم وأخبارهم، وقد استمر يضيف إلى التراجم التي يجمعها من المصادر أو من المقابلة أو السماع حتى آخر حياته، ونراه يكتب إحدى التراجم سنة 619، كما أن عثوره على بعض المصادر يحدّد بعض التراجم التي نقلها، من ذلك أنه لم يحصل على وشاح الدمية للبيهقي إلا عند ما ذهب إلى خوارزم سنة 616، وإذا سجلنا تواريخ لقاءاته للأدباء (ياقوت بن عبد الله بالموصل سنة 613، الخاوراني لقيه بسرين 617، اللورقي بحلب 618، ابن العديم بحلب 619 ... إلخ) وهذا يعني أن أخبارهم ومؤلفاتهم لم تكن معروفة لديه قبل اللقاء».